# Иванић-Град
Иванић-Град је град у Хрватској у Загребачкој жупанији. Налази се у региону Мославина. Према првим резултатима пописа из 2011. у граду је живело 14.544 становника, а у самом насељу је живело 9.378 становника.

## Географија
Иванић-Град се налази у Загребачкој жупанији уз реку Лоњу, у Мославини, на 103 m надморске висине, уз ауто-пут Београд-Загреб, пут Бјеловар-Иванић-Град, и железничку пругу Загреб-Винковци.

## Историја
Славно мало место а варошица Иванић-град настало је по једном хрватском извору још 1288. године, повељом загребачког бискупа Албена. У повељи је писало да ће Иванић-град бити слободно место где ће се развијати трговина и занатство. Поред је тада било место Стари Иванић, насељено кметовима. Прва утврђења на месту данашњега града саграђена су у 13. или 14. веку. Половином 16. века саграђена је нова тврђава у склопу састава Војне крајине. По српском извору, град је насељен 1597. године за време аустријског цара Рудолфа II. Укидањем Вараждинске крајине 8. јуна 1871. Иванић долази под грађанску власт Хрватске и добија статус града, па се овај догађај слави као дан града.
Током своје историје варошица Иванић-град је живела и напредовала од занатства и вашара. Било је ту много различитих занатских радњи, чији су се рукотвори продавали на недељној пијаци. Године 1937. обележили су чланови "Кожарске задруге" у Иванић-граду 165 - годишњицу постојања. На годишњим вашарима (а било их је 1939. године - 12!) нарочито је ишла продаја стоке и то коња. Долазило је наводно и по 10.000 посетилаца, и оствариван велики сточни пазар. Ту су били најважнији, вешти и речити "мешетари" (џамбаси), који су и те како повећавали продају коња.
Када је августа 1895. године месну православну парохију походио владика Мирон Николић, живело је ту само 23 парохијана. Дочекао га је пред српском црквом пуно народа, а поред градоначелника Ђура Кундека, администратор парохије и председник црквене општине поп Петар Босанац.
Почетком 20. века у Иванић-граду је 140 домова, од којих су само четири српска православна. Од 954 становника, Срба је тек 15. Али ту постоји српска православна црквена општина (под председништвом Ђорђа Рајића племенитог "от Лоње") и парохија. Градић се налазио на реци Лоњи, а комуникацију са светом омогућавају пошта и брзојав, а доцније и жељезничка станица. Српска деца посећују месну комуналну школу где предају учитељи римокатолици. Постоји српско православно гробље.
Православна парохија је добила звање 1700. године, а црквене матрикуле се воде од 1824. године. Парохија је шесте платежне класе, упражњена, па по потреби долази свештеник из Загреба; јеромонах Амвросије Павловић у Граберју (1905). Постоји добро очувани православни храм посвећен Св. Апостолима Петру и Павлу, грађен 1700. године за време Патријарха Арсенија Чарнојевића.
Између два светска рата Иванић-град је врло прометно и напредно место. Од великог значаја је жељезничка пруга и близина реке Саве. Године 1940. кроз иванићки "колодвор", јурио је и чувени европски воз "Оријент-Експрес". Ту има неколико школа, цвета друштвени живот који богати више културних, хуманих и националних удружења и установа. Први спортски клуб у граду био је ђачки фудбалски клуб "Велебит", основан 1912. године. Године 1919. мења име у С.К. "Иванић", а касније је формиран и други фудбалски клуб "Граничар".

## Становништво

### Град Иванић-Град
Према попису из 2001. Иванић-Град је имао 14.723 становника.

#### Број становника по пописима
| Националност   | 2001.  | 1991.  | 1981.  | 1971.  | 1961.  | 1953.  | 1948.  | 1931.  | 1921.  | 1910.  | 1900.  | 1890.  | 1880. | 1869. | 1857. |
| бр. становника | 14.723 | 13.494 | 12.859 | 12.112 | 11.274 | 10.969 | 10.168 | 10.810 | 10.724 | 11.198 | 10.701 | 10.039 | 8.794 | 8.569 | 8.401 |

- напомене:

Настао из старе општине Иванић-Град.

### Иванић-Град (насељено место)

#### Број становника по пописима
| Националност   | 2001. | 1991. | 1981. | 1971. | 1961. | 1953. | 1948. | 1931. | 1921. | 1910. | 1900. | 1890. | 1880. | 1869. | 1857. |
| бр. становника | 7.714 | 7.104 | 6.286 | 5.065 | 3.364 | 2.678 | 2.386 | 2.600 | 2.591 | 2.640 | 2.519 | 2.361 | 2.039 | 1.829 | 1.739 |

- напомене:

У 1857. и 1869. исказивано под именом Иванић-Тврђава. Садржи податке за бивша насеља Горњи Шарампов, Лоња Иванићка и Пољана Брешка од 1857. до 1961, која су тих година била одвојено исказана. У 1991. насеље је повећано припајањем дела подручја насеља Доњи Шарампов, Јалшевец Брешки и Пркос Иванићки. До 1961. подаци за припојене делове подручја садржани су у наведеним насељима.

## Попис1991.
На попису становништва 1991. године, насељено место Иванић-Град је имало 7.104 становника, следећег националног састава:
| Попис 1991.‍   | Попис 1991.‍  | Попис 1991.‍ | Попис 1991.‍ | Попис 1991.‍ |
| ------------- | ------------ | ----------- | ----------- | ----------- |
|               |              |             |             |             |
| Хрвати        | Хрвати       |             | 6.505       | 91,56%      |
| Југословени   | Југословени  |             | 151         | 2,12%       |
| Срби          | Срби         |             | 131         | 1,84%       |
| Албанци       | Албанци      |             | 44          | 0,61%       |
| Муслимани     | Муслимани    |             | 27          | 0,38%       |
| Чеси          | Чеси         |             | 21          | 0,29%       |
| Словенци      | Словенци     |             | 18          | 0,25%       |
| Мађари        | Мађари       |             | 13          | 0,18%       |
| Црногорци     | Црногорци    |             | 10          | 0,14%       |
| Македонци     | Македонци    |             | 9           | 0,12%       |
| Словаци       | Словаци      |             | 3           | 0,04%       |
| Украјинци     | Украјинци    |             | 2           | 0,02%       |
| Немци         | Немци        |             | 1           | 0,01%       |
| неопредељени  | неопредељени |             | 113         | 1,59%       |
| регион. опр.  | регион. опр. |             | 13          | 0,18%       |
| непознато     | непознато    |             | 43          | 0,60%       |
| укупно: 7.104 |              |             |             |             |

## Култура и образовање
Иванић-Град има дугу традицију школства. Прва школа, тзв. „Комунитетна Пуцка школа“, основана је у Иванић-Граду 1750, Касније се развила у тзв. тривијалну школу у којој су се предавали предмети: немачки и хрватски, веронаук и налог.
Данас у Иванић-Граду делују следеће школе:
- Основна школа Посавски Брегу (Посавски Брег)
- Основна школа Ђуре Дежелића (Иванић-Град)
- Основна школа Стјепана Басаричека (Иванић-Град)
- Основна школа Јосипа Бадалића (Граберје Иванићко)
- Основна музичка школа „Милка Трнина“ (Иванић-Град)
- Средња школа „Иван Швеар“ (Иванић-Град)